# Chevrolet Onix
Chevrolet Onix — автомобиль B-сегмента, выпускаемый американским автопроизводителем Chevrolet с 2012 года, в городе Граватаи, штат Риу-Гранди-ду-Сул, Бразилия. Автомобиль продаётся в странах Меркосур совместно с Chevrolet Agile, как модель малого класса B-сегмента, большего чем Chevrolet Celta и меньшего чем Chevrolet Sonic.
В 2013 году был представлен седан на базе Chevrolet Onix под названием Prisma.
Chevrolet Onix предлагается с двумя типами двигателей: 1,0 л., который развивает 78 лошадиных на бензине и 80 лошадиных сил на этаноле, а также 1,4 л., мощность которого составляет 98 лошадиных сил на бензине и 106 на этаноле. Автомобиль предлагается с 5-ступенчатой МКП и 6-ступенчатой АКП.
- Передняя подвеска: Макферсон

- Задняя подвеска: полунезависимая с торсионной балкой